# Jórám izraeli király
Jórám az Izraeli Királyság uralkodója a Kr. e. 9. században. Omri-dinasztiájának az utolsó királya, Akháb fia és az előtte uralkodó király, Akházjáhu testvére volt. Jórám 12 évig volt hatalmon. 
A lázadó moábiták ellen vonult Jósafát júdai királlyal és Edom királyával szövetségben – majd Elizeus próféta segítségét és tanácsát kérve – leigázták Moábot. Később Jórám az arámiak elleni csatában súlyosan megsebesült, majd hazatérve Jéhu megölette. Amennyiben a Tel Dán-sztélé szövegrekonstrukciója helyes, akkor már a csatában meghalt.